# Tomaskyrkan, Stockholm
Tomaskyrkan var en frikyrkoförsamling i Stockholm som var ansluten till Evangeliska Frikyrkan.
Församlingen bildades 1996. Gudstjänsterna i Tomaskyrkan har beskrivits som en blandning mellan "frikyrkligt och högkyrkligt", i den meningen att det fanns en betoning på utmanande budskap i predikan, men också en tydlig liturgi. De liturgiska inslagen som skilde Tomaskyrkan från många andra frikyrkor bestod bland annat i att predikan utgick från kyrkoårets texter vilka lästes högt, att nattvarden firades varje söndag, samt bruket av ikoner och ljuständning.
I ett tidigt skede hade man gudstjänster i Långholmens folkhögskola, men cirka 2009 flyttade församlingen till Kungsholms baptistkyrka.
Kyrkan bildades bland andra av Hans Johansson och hans hustru Lisbet, vilka innan dess var engagerade i församlingen Stockholm Vineyard. Johansson lämnade församlingen 2005 i samband med flytt till Rimforsa och påbörjade verksamhet vid den ekumeniska kommuniteten på slottet Bjärka-Säby.
På grund av sjunkande medlemssiffror lade man ned församlingen 2012.
En grupp från Tomaskyrkan deltog i New Lifes församlingsplantering Fridhemskyrkan (New Life och Fridhemskyrkan tillhör likaså kyrkosamfundet Evangeliska Frikyrkan).